# Secretaria para os Transportes e Obras Públicas
A Secretaria para os Transportes e Obras Públicas(STOP) (em chinês: 運輸工務司) é a entidade responsável pela definição das políticas da área de transporte e obras públicas e pela fiscalização dos serviços públicos da referida área, do Governo da Região Administrativa Especial de Macau, cujo secretário é o titular dos principais cargos e é nomeado pelo Conselho de Estado da República Popular da China (Governo Popular Central), sob proposta do Chefe do Executivo.

## Competências
O Secretário para os Transportes e Obras Públicas exerce as competências nas seguintes áreas da governação :
- Ordenamento físico do território;
- Regulação dos transportes, aeronaves e actividades portuárias;
- Infra-estruturas e obras públicas;
- Transportes e comunicações;
- Protecção do ambiente;
- Habitação económica e social;
- Meteorologia

## Estrutura orgânica
|                                                              |                                                              |                                                              |                                                              |                                                              |                                                              |  |  |                                                 |                                                 |                                                 |                                                 |                                                 |                                                 |  |  |                                                       |                                                       |                                                       |                                                       |                                                       |                                                       |  |  |                                                      |                                                      |                                                      |                                                      |                                                      |                                                      |  |  |                                                   |                                                   |                                                   |                                                   |                                                   |                                                   | Secretaria para os Transportes e Obras Públicas |  |                        |                        |                        |                        |                        |                        |  |  |                                                   |                                                   |                                                   |                                                   |                                                   |                                                   |  |  |                                              |                                              |                                              |                                              |                                              |                                              |  |  |                                                     |                                                     |                                                     |                                                     |                                                     |                                                     |  |  |                                                      |                                                      |                                                      |                                                      |                                                      |                                                      |  |  |                             |                             |                             |                             |                             |                             |  |  |
|                                                              |                                                              |                                                              |                                                              |                                                              |                                                              |  |  |                                                 |                                                 |                                                 |                                                 |                                                 |                                                 |  |  |                                                       |                                                       |                                                       |                                                       |                                                       |                                                       |  |  |                                                      |                                                      |                                                      |                                                      |                                                      |                                                      |  |  |                                                   |                                                   |                                                   |                                                   |                                                   |                                                   |                                                 |  |                        |                        |                        |                        |                        |                        |  |  |                                                   |                                                   |                                                   |                                                   |                                                   |                                                   |  |  |                                              |                                              |                                              |                                              |                                              |                                              |  |  |                                                     |                                                     |                                                     |                                                     |                                                     |                                                     |  |  |                                                      |                                                      |                                                      |                                                      |                                                      |                                                      |  |  |                             |                             |                             |                             |                             |                             |  |  |
|                                                              |                                                              |                                                              |                                                              |                                                              |                                                              |  |  |                                                 |                                                 |                                                 |                                                 |                                                 |                                                 |  |  |                                                       |                                                       |                                                       |                                                       |                                                       |                                                       |  |  |                                                      |                                                      |                                                      |                                                      |                                                      |                                                      |  |  |                                                   |                                                   |                                                   |                                                   |                                                   |                                                   |                                                 |  |                        |                        |                        |                        |                        |                        |  |  |                                                   |                                                   |                                                   |                                                   |                                                   |                                                   |  |  |                                              |                                              |                                              |                                              |                                              |                                              |  |  |                                                     |                                                     |                                                     |                                                     |                                                     |                                                     |  |  |                                                      |                                                      |                                                      |                                                      |                                                      |                                                      |  |  |                             |                             |                             |                             |                             |                             |  |  |
|                                                              |                                                              |                                                              |                                                              |                                                              |                                                              |  |  |                                                 |                                                 |                                                 |                                                 |                                                 |                                                 |  |  |                                                       |                                                       |                                                       |                                                       |                                                       |                                                       |  |  |                                                      |                                                      |                                                      |                                                      | Gabinete do STOP                                     |                                                      |  |  |                                                   |                                                   |                                                   |                                                   |                                                   |                                                   |                                                 |  |                        |                        |                        |                        |                        |                        |  |  |                                                   |                                                   |                                                   |                                                   |                                                   |                                                   |  |  |                                              |                                              |                                              |                                              |                                              |                                              |  |  |                                                     |                                                     |                                                     |                                                     |                                                     |                                                     |  |  |                                                      |                                                      |                                                      |                                                      |                                                      |                                                      |  |  |                             |                             |                             |                             |                             |                             |  |  |
|                                                              |                                                              |                                                              |                                                              |                                                              |                                                              |  |  |                                                 |                                                 |                                                 |                                                 |                                                 |                                                 |  |  |                                                       |                                                       |                                                       |                                                       |                                                       |                                                       |  |  |                                                      |                                                      |                                                      |                                                      |                                                      |                                                      |  |  |                                                   |                                                   |                                                   |                                                   |                                                   |                                                   |                                                 |  |                        |                        |                        |                        |                        |                        |  |  |                                                   |                                                   |                                                   |                                                   |                                                   |                                                   |  |  |                                              |                                              |                                              |                                              |                                              |                                              |  |  |                                                     |                                                     |                                                     |                                                     |                                                     |                                                     |  |  |                                                      |                                                      |                                                      |                                                      |                                                      |                                                      |  |  |                             |                             |                             |                             |                             |                             |  |  |
|                                                              |                                                              |                                                              |                                                              |                                                              |                                                              |  |  |                                                 |                                                 |                                                 |                                                 |                                                 |                                                 |  |  |                                                       |                                                       |                                                       |                                                       |                                                       |                                                       |  |  |                                                      |                                                      |                                                      |                                                      |                                                      |                                                      |  |  |                                                   |                                                   |                                                   |                                                   |                                                   |                                                   |                                                 |  |                        |                        |                        |                        |                        |                        |  |  |                                                   |                                                   |                                                   |                                                   |                                                   |                                                   |  |  |                                              |                                              |                                              |                                              |                                              |                                              |  |  |                                                     |                                                     |                                                     |                                                     |                                                     |                                                     |  |  |                                                      |                                                      |                                                      |                                                      |                                                      |                                                      |  |  |                             |                             |                             |                             |                             |                             |  |  |
| Direcção dos Serviços de Solos, Obras Públicas e Transportes | Direcção dos Serviços de Solos, Obras Públicas e Transportes | Direcção dos Serviços de Solos, Obras Públicas e Transportes | Direcção dos Serviços de Solos, Obras Públicas e Transportes | Direcção dos Serviços de Solos, Obras Públicas e Transportes | Direcção dos Serviços de Solos, Obras Públicas e Transportes |  |  | Direcção dos Serviços de Cartografia e Cadastro | Direcção dos Serviços de Cartografia e Cadastro | Direcção dos Serviços de Cartografia e Cadastro | Direcção dos Serviços de Cartografia e Cadastro | Direcção dos Serviços de Cartografia e Cadastro | Direcção dos Serviços de Cartografia e Cadastro |  |  | Direcção dos Serviços de Assuntos Marítimos e de Água | Direcção dos Serviços de Assuntos Marítimos e de Água | Direcção dos Serviços de Assuntos Marítimos e de Água | Direcção dos Serviços de Assuntos Marítimos e de Água | Direcção dos Serviços de Assuntos Marítimos e de Água | Direcção dos Serviços de Assuntos Marítimos e de Água |  |  | Direcção dos Serviços de Correios e Telecomunicações | Direcção dos Serviços de Correios e Telecomunicações | Direcção dos Serviços de Correios e Telecomunicações | Direcção dos Serviços de Correios e Telecomunicações | Direcção dos Serviços de Correios e Telecomunicações | Direcção dos Serviços de Correios e Telecomunicações |  |  | Direcção dos Serviços Meteorológicos e Geofísicos | Direcção dos Serviços Meteorológicos e Geofísicos | Direcção dos Serviços Meteorológicos e Geofísicos | Direcção dos Serviços Meteorológicos e Geofísicos | Direcção dos Serviços Meteorológicos e Geofísicos | Direcção dos Serviços Meteorológicos e Geofísicos |                                                 |  | Instituto de Habitação | Instituto de Habitação | Instituto de Habitação | Instituto de Habitação | Instituto de Habitação | Instituto de Habitação |  |  | Direcção dos Serviços para os Assuntos de Tráfego | Direcção dos Serviços para os Assuntos de Tráfego | Direcção dos Serviços para os Assuntos de Tráfego | Direcção dos Serviços para os Assuntos de Tráfego | Direcção dos Serviços para os Assuntos de Tráfego | Direcção dos Serviços para os Assuntos de Tráfego |  |  | Direcção dos Serviços de Protecção Ambiental | Direcção dos Serviços de Protecção Ambiental | Direcção dos Serviços de Protecção Ambiental | Direcção dos Serviços de Protecção Ambiental | Direcção dos Serviços de Protecção Ambiental | Direcção dos Serviços de Protecção Ambiental |  |  | Gabinete para o Desenvolvimento de Infra-estruturas | Gabinete para o Desenvolvimento de Infra-estruturas | Gabinete para o Desenvolvimento de Infra-estruturas | Gabinete para o Desenvolvimento de Infra-estruturas | Gabinete para o Desenvolvimento de Infra-estruturas | Gabinete para o Desenvolvimento de Infra-estruturas |  |  | Gabinete para o Desenvolvimento do Sector Energético | Gabinete para o Desenvolvimento do Sector Energético | Gabinete para o Desenvolvimento do Sector Energético | Gabinete para o Desenvolvimento do Sector Energético | Gabinete para o Desenvolvimento do Sector Energético | Gabinete para o Desenvolvimento do Sector Energético |  |  | Autoridade de Aviação Civil | Autoridade de Aviação Civil | Autoridade de Aviação Civil | Autoridade de Aviação Civil | Autoridade de Aviação Civil | Autoridade de Aviação Civil |  |  |

## Mandatos de cada Secretário
1. Ao Man Long (20 de Dezembro de 1999 a 7 de Dezembro de 2006* Exonerado devido à corrupção)[2]
  - Vacatura de cargo (7 de Dezembro de 2006 a 28 de Fevereiro de 2007, Subsitução de funções pelo Chefe do Executivo e pelo Gabinete doSTOP)
2. Lao Si Io (1 de Março de 2007 a 19 de Dezembro de 2014)
3. Raimundo Arrais do Rosário (20 de Dezembro de 2014 até o presente)

## Referêncais
1. ↑  «Secretaria para os Transportes e Obras Públicas - Pesquisa Google». www.google.com. Consultado em 8 de setembro de 2020
2. ↑  «Aviso do Chefe do Executivo n.º 37/2006» (PDF). Imprensa Oficial. 7 de Dezembro de 2006